# Гара-Чилібія
Гара-Чилібія (рум. Gara Cilibia) — село у повіті Бузеу в Румунії. Входить до складу комуни Чилібія.
Село розташоване на відстані 99 км на північний схід від Бухареста, 19 км на південний схід від Бузеу, 89 км на південний захід від Галаца, 129 км на південний схід від Брашова.

## Населення
За даними перепису населення 2002 року у селі проживали 407 осіб, усі — румуни. Усі жителі села рідною мовою назвали румунську.